# Divisiones del mundo en el islam
La idea de divisiones geográficas a lo largo de líneas religiosas (por ejemplo dur) no se menciona ni en el Corán, ni en los dichos del Profeta (denominados hadices), que son considerados las fuentes primarias de la jurisprudencia islámica. La idea fue sugerida por primera vez por el jurista suní Abu Hanifah, fundador de la escuela hanafí del fiqh.
La forma singular dar (دار), traducida literalmente, puede significar "casa", "estructura", "lugar", "tierra" o "país".

## Dar al-Islam
Dar al-Islam (en árabe: دار الإسلام -también transcrito como Dar el Islam, o Dar al Islam-, traducible por 'tierra del islam', o literalmente: 'casa del islam' u 'hogar del islam') es el nombre utilizado para designar al conjunto de las tierras controladas por gobiernos musulmanes (mundo islámico), frente a Dar al-Harb (literalmente 'casa de la guerra'), las tierras habitadas por los no musulmanes. Esta clasificación o división del mundo proviene del islam clásico, y en la actualidad es utilizada, a veces de manera agresiva y con fines políticos y religiosos, principalmente por el islamismo radical y el fundamentalismo islámico.

## Dar al-Harb
Dar al-Harb: la casa de la guerra, estaría conformada por los países no musulmanes, y a su vez se dividiría en tres zonas:
- Darl el-Ahd: los lugares donde el gobierno promueve y profesa el islam,
- Dar el-Suhl: las tierras donde el islam es respetado pero los líderes no son musulmanes, y finalmente
- Dar al-Dawa: los lugares donde los musulmanes no gozan de reconocimiento ni sus líderes se vinculan con el islam.

Los harbiyun o infieles, son los habitantes de la Dar al-Harb; según la ley islámica pueden ser muertos cuando penetren sin consentimiento en Dar al-Islam, incluso los náufragos. Históricamente esta norma fue usada por los piratas berberiscos hasta la colonización del Magreb en el siglo XIX. Actualmente es el soporte legal en el que se fundamenta el terrorismo islamista para asesinar a ciudadanos occidentales en los países musulmanes.
El fiqh, establece que las regiones no musulmanas, así como los bienes de quienes profesan religiones no musulmanas, pertenecen virtualmente al islam y se debe tratar de hacerlos volver al derecho, cuando las circunstancias lo permitan.

## Dar al-Amn
Dar al-Amn (del árabe: دار الأمن, «casa de seguridad») hace referencia al estatus de los musulmanes, tanto en Occidente o en otras sociedades no musulmanas. El término Dar al-Amn se puede emplear en conjunción con, o en oposición a, los más anticuados conceptos de Dar al-Islam y Dar al-Harb, de los que deriva. Esta región generalmente se refiere a los países donde los musulmanes tienen el derecho fundamental a practicar su religión. Muchos países con minorías musulmanas han sido declarados como Dar al-Amn en diferentes períodos históricos.[cita requerida]